# 奇跡 (シュノーケルの曲)
「奇跡」（きせき）は、シュノーケルの楽曲。2007年8月8日にSME Recordsから7枚目のシングルとして発売された。

## 解説
前作『天気予報』から4ヶ月でのリリース。2ndアルバム『EQ』からの先行シングル。従来のシュノーケルのシングル作品は、楽曲ごとにプロデューサーが存在していたが、今作ではtasukuが全曲のプロデューサーとなっている。
ジャケットのイラストはジム・ウードリング、歌詞カードのイラストは香葉村多望によるもの。
表題曲「奇跡」は、「波風サテライト」「solar wind」に次ぐ3曲目のアニメタイアップ曲。
初回仕様として『銀魂』オリジナルスーパークリアアナザージャケット、オリジナルステッカーを封入。さらに、タワーレコード購入特典としてオリジナル缶バッジが付属された。
8月20日付のオリコン週間シングルチャートで自身最高位となる32位を獲得し、2ndシングル『波風サテライト』についで売り上げの多いシングルとなった。

## 収録曲
| 全作曲: 西村晋弥、全編曲: シュノーケル、tasuku。 |             |                       |            |      |
| #                                                | タイトル    | 作詞                  | 作曲・編曲 | 時間 |
| 1.                                               | 「奇跡」    | 西村晋弥              | 西村晋弥   | 5:17 |
| 2.                                               | 「Please!」 | 西村晋弥 みずしな孝之 | 西村晋弥   | 3:17 |
| 3.                                               | 「君の手」  | 西村晋弥              | 西村晋弥   | 3:08 |
| 合計時間:                                        | 合計時間:   | 合計時間:             | 11:42      |      |

## 曲の解説
1. 奇跡
テレビ東京系列アニメ『銀魂』エンディングテーマ。
ポジティブでまっすぐな想いを描いた楽曲[5]で、山田雅人によると「古くから存在する楽曲」[6]。
楽曲についてCDジャーナルは、「イギリスの古いポップ・ロックを思わせるトラディショナルなメロディと展開力が印象的。ピアノとギターを主体としたシンプルな楽曲に、熱情を感じるボーカルが混ざり合って独自の世界を構成している」と評している[7]。
福居英晃が監督を務めたミュージック・ビデオが存在する[8]が、これは「奇跡 （EQ Version）」という別バージョンのミュージック・ビデオであり、シングルバージョンのミュージック・ビデオは制作されていない。
2ndアルバム『EQ』、ベスト・アルバム『Best+』にはアルバムバージョンで収録されており、シングルバージョンはシュノーケル関連のアルバムには未収録となっている[注釈 1]。
2. Please!
作詞には西村と親交がある漫画家・みずしな孝之が協力している[9]。アルバム未収録。
3. 君の手
バラードナンバー[9]。アルバム未収録。

## 参加ミュージシャン
- 西村晋弥：ボーカル、ギター
- 香葉村多望：ベース
- 山田雅人：ドラムス
- 斎藤有太：アコースティックピアノ（＃1）、ローズピアノ（＃3）
- tasuku：プログラミング、サウンドプロデューサー

## タイアップ
- テレビ東京系アニメ『銀魂』エンディングテーマ[注釈 2]（＃1）

## カバー
- チャットモンチー - 2008年7月に開催されたスプリット・ツアー「若若男女サマーツアー'08」にて、Base Ball Bearの「STAND BY ME」、「祭りのあと」、「抱きしめたい」とのメドレー形式でカバー[5]。

## 収録アルバム
奇跡
- EQ（EQ Version）
- 銀魂BEST
- Best+（EQ Version）
- アニソンLOVE! 翠組

## ライブ映像作品
奇跡
- popcorn labyrinth（特典DVD）